# Loyola Marymount University
De Loyola Marymount University (LMU) is een particuliere, gemengde, rooms-katholieke universiteit in Los Angeles, in de Amerikaanse staat Californië. Het is een van de grootste katholieke instellingen aan de Amerikaanse westkust met meer dan 9000 studenten. De 61 hectare grote campus bevindt zich in de voorstedelijke buurt Westchester in het westen van Los Angeles County.
De universiteit gaat terug op de Loyola University, die in 1911 werd opgericht als opvolger voor het St. Vincent's College uit 1865, en het Marymount College dat in 1933 werd opgericht als opvolger van de Marymount School uit 1923. De katholieke universiteit staat zo in de tradities van zowel de Jezuïeten als van de Marymount-orde, de Religious of the Sacred Heart of Mary. Loyola Marymount is een van de 28 universiteiten van de Association of Jesuit Colleges and Universities.

## Alumni
Enkele bekende alumni van de LMU zijn:
- Rick Adelman, basketbalspeler en -coach
- Bill Bogaard, burgemeester van Pasadena
- Barbara Broccoli, filmproducent
- Tony Bui, Vietnamese regisseur
- Linda Cardellini, actrice
- Ben Cayetano, voormalig gouverneur van Hawaï
- Johnnie Cochran, advocaat
- Tony Coelho, voormalig congreslid
- Mindy Cohn, actrice en komiek
- Lynn Compton, soldaat en jurist
- Carson Daly, televisiepresentator
- Bob Denver, komisch acteur
- Marilou Diaz-Abaya, Filipijnse regisseur
- Bob Dornan, voormalig congreslid
- Clark Duke, acteur
- Eric Erlandson, muzikant
- David M. Evans, scenarist en regisseur
- Hank Gathers, basketbalspeler
- Colin Hanks, acteur
- Brian Helgeland, scenarist
- Bo Kimble, basketbalspeler
- Mila Kunis, actrice
- Francis Lawrence, regisseur en producent
- Holly Madison, model en tv-persoonlijkheid
- David Mirkin, regisseur, scenarist en producent
- Beverley Mitchell, actrice en zangeres
- Glen Morgan, regisseur, scenarist en producent
- Pete Newell, basketbalcoach
- Tony Plana, acteur en regisseur
- Michael Shuman, muzikant
- Daniel J. Travanti, acteur
- Michael Wayne, producent en acteur
- Patrick Wayne, acteur
- C. J. Wilson, honkbalspeler
- James Wong, regisseur, scenarist en producent